# Wilhelm Egginger
Wilhelm Bawa Egginger (* 6. April 1912 in München; † 29. Juli 1983 ebenda) war ein deutscher Eishockeytorwart und ab 1988 Mitglied der Hall of Fame des deutschen Eishockeymuseums.
Wilhelm Egginger spielte auf Vereinsebene erst im Hockey als Torwart, bevor er ab 1928 im Eishockey erst für den MEV 1883 München und ab Dezember 1932 für den SC Riessersee. Mit dem SCR gewann er in den Jahren 1935, 1938, 1941, 1947 und 1950 jeweils den deutschen Meistertitel. Für die deutsche Eishockeynationalmannschaft nahm Egginger an den Olympischen Winterspielen 1936 in Garmisch-Partenkirchen teil. Während des olympischen Turniers gelang es ihm, in zwei Spielen hintereinander als Torhüter keinen Gegentreffer zuzulassen (sog. "Shutout"), was einem deutschen Torhüter erst 77 Jahre später  – Rob Zepp bei der Weltmeisterschaft 2013 – erneut gelang.
Weitere Einsätze für die deutsche Eishockeynationalmannschaft hatte er bei den Weltmeisterschaften 1933, 1935, 1937, 1938 und 1939 sowie bei der Wintersportwoche 1940.
Nach seiner aktiven Spielerkarriere war er als Eishockeyschiedsrichter tätig, wurde auch international bei zwei WM-Turnieren eingesetzt und dabei 1959 als bester Schiedsrichter geehrt.

## Statistik
(Legende zur Torhüterstatistik: GP oder Sp = Spiele insgesamt; W oder S = Siege; L oder N = Niederlagen; T oder U oder OT = Unentschieden oder Overtime- bzw. Shootout-Niederlage; Min. = Minuten; SOG oder SaT = Schüsse aufs Tor; GA oder GT = Gegentore; SO = Shutouts; GAA oder GTS = Gegentorschnitt; Sv% oder SVS% = Fangquote; EN = Empty Net Goal; 1 Play-downs/Relegation; Kursiv: Statistik nicht vollständig)